# Der Mädchenkrieg
Der Mädchenkrieg (en alemany La guerra de les donzelles) és una pel·lícula alemanya del 1977 dirigida per Bernhard Sinkel i Alf Brustellin en base a la novel·la homònima de Manfred Bieler.

## Argument
Praga, als anys trenta. Mentre que la barbàrie nazi d'Adolf Hitler s'estén cada cop més a la veïna Alemanya, la vida a la capital txecoslovaca sembla un riu llarg i tranquil. Les amenaces semblen remotes, la burgesia gaudeix de pau i prosperitat. Se centra en les tres belles filles de l'empresari alemany Dr. Sellmann, que va abandonar amb elles la seva ciutat natal, Dessau, el 1936 i va assumir el càrrec de director de la banca bohèmia de Praga.
Christine, Sophie i Katharina són personatges molt diferents. La seva vida diària es configura inicialment menys pels trastorns polítics de l'Europa central que per les petites alegries i preocupacions personals de la vida quotidiana, per l'amor, la luxúria i el patiment. En els propers deu anys fins poc després de la fi de la guerra el 1945, les seves vides estaven cada cop més determinades pel paper central que hi tindran tres homes (un intel·lectual comunista que lluitarà contra els nazis durant l'ocupació, un artista sensible, entusiasta i un empresari molt ric).
Des del 1939, els esdeveniments privats entronquen amb la gran política. Mentre Katharina passa a la clandestinitat amb el seva amant comunista durant la guerra per lluitar contra els ocupants, Christine es casa amb el fabricant txec Jan Amery, però després de la ruptura del matrimoni, col·labora amb el poder ocupant alemany; mentrestant, Sophie comença a estudiar cant i adora secretament al seu cunyat Jan, que es manté tabú sempre que la seva germana Christine estigui casada amb ell. Al seu torn, Sophie ha trobat una gran admiradora en un músic una mica oníric, en qui, però, no sembla interessat. Per escapar d'aquest caos de l'amor, Sophie decideix deixar enrere la vida mundana i anar al monestir.

## Repartiment
- Adelheid Arndt: Sophie
- Katherine Hunter: Katharina
- Antonia Reininghaus: Christine
- Hans-Christian Blech: Dr. Sellmann, el pare
- Matthias Habich: Jan Amery
- Dominik Graf: Pavel Sixta
- Christian Berkel: Karol Djudko
- Eva-Maria Meineke: Kalman
- Valter Taub: Dr. Lustig
- Svatopluk Beneš: Vavra
- Jan Tříska: Schwerdtfeger
- Jana Medřicka: Hanka
- Václav Postránecký: Pater Svoboda
- Karel Heřmanek: Victor

## Producció
La pel·lícula es va rodar en 59 dies del 7 de setembre al 15 de desembre de 1976 a Praga i voltants i a Venècia. La pel·lícula es va completar l'1 de juny de 1977. L'estrena va tenir lloc el 7 de juny de 1977 i el llançament mundial el 24 d'agost de 1977 amb la premiere a la Gloria-Palast de Berlín. La primera emissió televisiva de The Girls 'War va tenir lloc el 25 de desembre de 1980 a ARD.
Joachim von Vietinghoff es va encarregar de la producció, els decorats van ser dissenyats per Hans Gailling i Karel Vacek. Maleen Pacha va dissenyar el vestuari. Bernd Heinl va ajudar Dietrich Lohmann amb el treball de càmera. Lena Valaitis proporcionava les parts vocals. Der Mädchenkrieg va rebre el títol de pel·lícula "particularment valuosa".
La jove debutant premiada, Katherine "Kaki" Hunter, de 21 anys, és una californiana que després va tornar als Estats Units i va continuar la seva carrera cinematogràfica fins a principis dels anys 90 amb treballs menys exigents com Porky's (1982).

## Premis
A Alemanya fou premiada amb els Deutscher Filmpreis a la millor actriu revelació (Kaki Hunter), a la millor pel·lícula i al millor disseny de producció. D'altra banda, va representar Alemanya al Festival Internacional de Cinema de Sant Sebastià 1977, on fou guardonada amb la Conquilla de Plata al millor director i el Premi Sant Sebastià d'interpretació femenina per Kaki Hunter.